# Ecliptopera nivicincta
Ecliptopera nivicincta là một loài bướm đêm trong họ Geometridae.